# Сороміцькі пісні
Сороміцькі пісні — жанр українського музичного фольклору, що характеризується жартівливим чи сатиричним змістом, що пов'язаний з еротичними мотивами. Цьому жанру властива велика кількість метафор і порівнянь, образність народної лірики. Сороміцькі пісні вирізняються яскравими барвами, життєлюбною експресією, невимушеною, часто невишуканою стилістикою, мерехтінням подвійних значень, двоплановістю гри слів. Їх часто співали на весіллях, вечорницях та інших народних гуляннях.

## Етнографічні дослідження
Сороміцькі пісні привертали увагу фольклористів та письменників, проте лише незначну частину зібраних ними творів було опубліковано.  П. Чубинський видав семитомні «Труди етнографічно-статистичної експедиції в Західноруський край» (1872—78), В. Хвойка — «Сороміцькі звичаї, казки, пісні, приказки, загадки і лайка» (1898), І. Франко присвятив їм розділ у «Студії над українськими народнїми піснями» (1907—12), В. Гнатюк опублікував тритомні «Коломийки» (1905—07). Більшість записів 3. Доленги-Ходаковського, М. Максимовича, П. Лукашевича, М. Гоголя, Т. Шевченка тривалий час залишалась у фондах Інституту рукопису Національної бібліотеки ім В. Вернадського, у Відділі рукописів Інституту літератури ім. Т. Шевченка НАН України, оскільки вважалося, що «в таких відвертих текстах порушені етичні норми». На думку В. Хвойки, сороміцькі пісні мають «високу культурно-історичну вагу», є невід’ємним складником ментальності народу.
Сороміцьким пісням притаманна метафоризована, символізована мова, трапляється ненормативна лексика. Інколи письменники вводили їх до своїх творів (пісня «Що ти маєш під намистом» у повісті М. Гоголя «Ніч перед Різдвом») або розбудовували навколо них новий текст («У перетику ходила» Т. Шевченка). Приклад сороміцької пісні «Бандурка» у записі І. Франка:
| Варіат 1 «пристойний» | Варіант 2 сороміцький |
| --- | --- |
| Ой їхав козачок долі рікою — / Гоп-дзень-дзень, гоп-дзень-дзень, долі рікою. / Надибав дівчину з бандуриною. / «Добрий день, дівчино, як ми ся маєш? / Позич ми бандурки, що на ній граєш». / «Я би-м ти бандурки не боронила, / Коби мя матуся за ню не била. / Бо мя бандурка з самої міди, / Хто на ній заграє, не знає біди./ Бо мя бандурка з самого срібра, / Хто на ній заграє, трясе го фрибра, / Бо мя бандурка з самого злота, / Хто на ній заграє, знесе охота». | Ой там за Дніпром, там за водою / Стояла дівчина з бандуркою свою / Ой їхав козак да з України, / Надибав дівчину з чорними гочима / «Бог помагай, Бог, дівчино, та як же ся ма / Дай же ми заграти, бо бандурку маєш» / «А в мене бандурка велми красная, / Чорная, як жук, жук та й влосяная» / «Дай же ми, дівчино, на бандурку грати, / Маю слушний палец перебирати» / Дівчина єму та позволила, / Бандурку дала, очи закрила / Ох як узял козак на бандурку грати, / Стала ся дівчина велми сміяти / «Ой цит, дівчино, прошу, прошу, мовчи ж / Перед маткою нич не кажи же» / «Ой рада є би я та й не казати, / Может ся паніматка сама здогадати» / «Ой цит, козаче, ох біда ж мені, / Сказив єс бандурку, не забуду тебі». / «Я еще молод та й не женився, / На бандурку грати рад би-м навчився / Буд же ти, дівчино, на тоє здорова, / Тілко ти за мене та й проси Бога» |